# Ramphotrigon megacephalum
A Ramphotrigon megacephalum a madarak (Aves) osztályának verébalakúak (Passeriformes) rendjébe és a királygébicsfélék (Tyrannidae) családjába tartozó faj.

## Rendszerezése
A fajt William John Swainson angol ornitológus írta le 1835-ben, a Tyrannula nembe Tyrannula megacephala néven. Használtak a Ramphotrigon megacephala nevet is.

## Alfajai
- Ramphotrigon megacephalum bolivianum Zimmer, 1939
- Ramphotrigon megacephalum megacephalum (Swainson, 1835)
- Ramphotrigon megacephalum pectorale Zimmer & Phelps, 1947
- Ramphotrigon megacephalum venezuelense Phelps & Gilliard, 1941[2]

## Előfordulása
Dél-Amerikában, Argentína, Bolívia, Brazília, Ecuador, Kolumbia, Paraguay, Peru és Venezuela területén honos. Természetes élőhelyei a szubtrópusi vagy trópusi mocsári erdők, síkvidéki és hegyi esőerdők, valamint ültetvények. Állandó, nem vonuló faj.

## Megjelenése
Testhossza 14 centiméter, testtömege 13-15 gramm.

## Természetvédelmi helyzete
Az elterjedési területe rendkívül nagy, egyedszáma ugyan csökken, de még nem éri el a kritikus szintet. A Természetvédelmi Világszövetség Vörös listáján nem fenyegetett fajként szerepel.